# Solo dal vivo
Solo dal vivo è il primo album dal vivo di Carmelo Pipitone, pubblicato nel 2023.

## Descrizione
Il disco ripropone in versione "live" alcuni dei pezzi dei primi due album, Cornucopia e Segreto Pubblico, con l'aggiunta di "31 Lune" dei Marta sui Tubi. Tutti i brani sono stati registrati in luoghi differenti.

## Tracce
Testi e musiche di Carmelo Pipitone, eccetto dove indicato.
1. Intro 1-2 + Talè (Live Spazio Porto, Taranto) – 7:25
2. Il potere (Live Teatro Coppola, Catania) – 2:32
3. L'acqua che hai ingoiato (Live Germi, Milano) – 2:53
4. Le mani di Rodolfo (Live Auditorium 900, Napoli) – 3:20
5. Gabriè (Live Teatro Biagi D'Antona, Castel Maggiore) – 4:18
6. Come tutti (Live Yeah yasi, Brindisi) – 3:32 (testo: Alex Boschetti)
7. Giusti (Live Nassau, Bologna) – 3:45 (testo: Alex Boschetti)
8. 31 Lune (Live Darsena, Castiglione del Lago) – 4:58 (Marta sui Tubi)

## Formazione
- Carmelo Pipitone – voce e chitarra

## Altri crediti
- Gianmaria Spina – Registrazione e missaggio
- Federico Fiamma c/o ELAM Fonogrammi - Masterizzazione